# Max Kalbeck
Julius Max Heinrich Kalbeck, né le 4 janvier 1850 à Breslau, mort le 4 mai 1921 à Vienne, est un musicologue, critique musical et traducteur allemand.

## Biographie
Max Kalbeck devient enfant de chœur à Breslau en 1861 auprès de Leopold Damrosch et en 1867 chanteur d'église. De 1860 à l'abitur en 1869, il fréquente le lycée Sainte-Marie-Madeleine de Breslau. À la demande du père, il étudie le droit à Breslau où il devient membre de l'Alte Breslauer Burschenschaft der Raczeks (de). En 1872, il s'inscrit à l'université de Munich, où il étudie la philologie et la philosophie et étudie à l'école royale de musique de Munich auprès de Josef Rheinberger (composition), Franz Wüllner (chant choral, lecture de partitions d'orchestre) et Josef Walter (violon). De retour à Breslau, il est à partir de 1874, d'abord critique d'art et de musique pour le Schlesische Zeitung, puis pour le Breslauer Zeitung, puis directeur adjoint au Musée des beaux-arts de Silésie (de) à Breslau. En 1880, Kalbeck vient à Vienne sur la recommandation d'Eduard Hanslick, d'abord comme critique pour le Wiener Allgemeine Zeitung, Die Presse (1883–1890) et de 1886 jusqu'à sa mort pour le Neues Wiener Tagblatt (de). Il devient l'un des critiques les plus influents d'Autriche et, comme Hanslick, est un féroce opposant à la musique de Richard Wagner, Anton Bruckner et Hugo Wolf, compositeurs de la nouvelle école allemande (de).
D'autre part, comme Hanslick, Kalbeck devient un ami proche et partisan de Johannes Brahms, qu'il rencontre en 1874. Sa réalisation la plus importante est sa longue biographie du compositeur, publiée de 1904 à 1914, qui reste une source historique musicale essentielle, indépendamment de certaines erreurs liées au temps et des représentations parfois très subjectives. Kalbeck publie plusieurs volumes de la correspondance de Brahms, ainsi que la correspondance de 1918 entre les poètes Gottfried Keller et Paul Heyse, et deux recueils de ses propres critiques.
En plus de traduire des livrets d'opéra, en particulier ceux de Piotr Ilitch Tchaïkovski, Giuseppe Verdi, Giacomo Puccini et Bedřich Smetana, Kalbeck écrit de nouveaux livrets comme Bastien und Bastienne et La Finta Giardiniera de Mozart ; en outre, il révise ceux de Don Giovanni et Le Nozze di Figaro pour les productions de Gustav Mahler à l'opéra de la Cour de Vienne. Kalbeck fait des poèmes pour les chansons de l'opérette Jabuka de Johann Strauss fils. Deux des poèmes de Kalbeck sont mis en musique par Brahms (la chanson pour piano Nachtwandler, Op. 86.3 et Letztes Glück, Op. 104.3 pour chœur mixte a cappella).